# Disa obliqua
Disa obliqua är en orkidéart som först beskrevs av John Lindley, och fick sitt nu gällande namn av Harry Bolus. Disa obliqua ingår i släktet Disa och familjen orkidéer.

## Underarter
Arten delas in i följande underarter:
- D. o. clavigera
- D. o. obliqua

## Bildgalleri

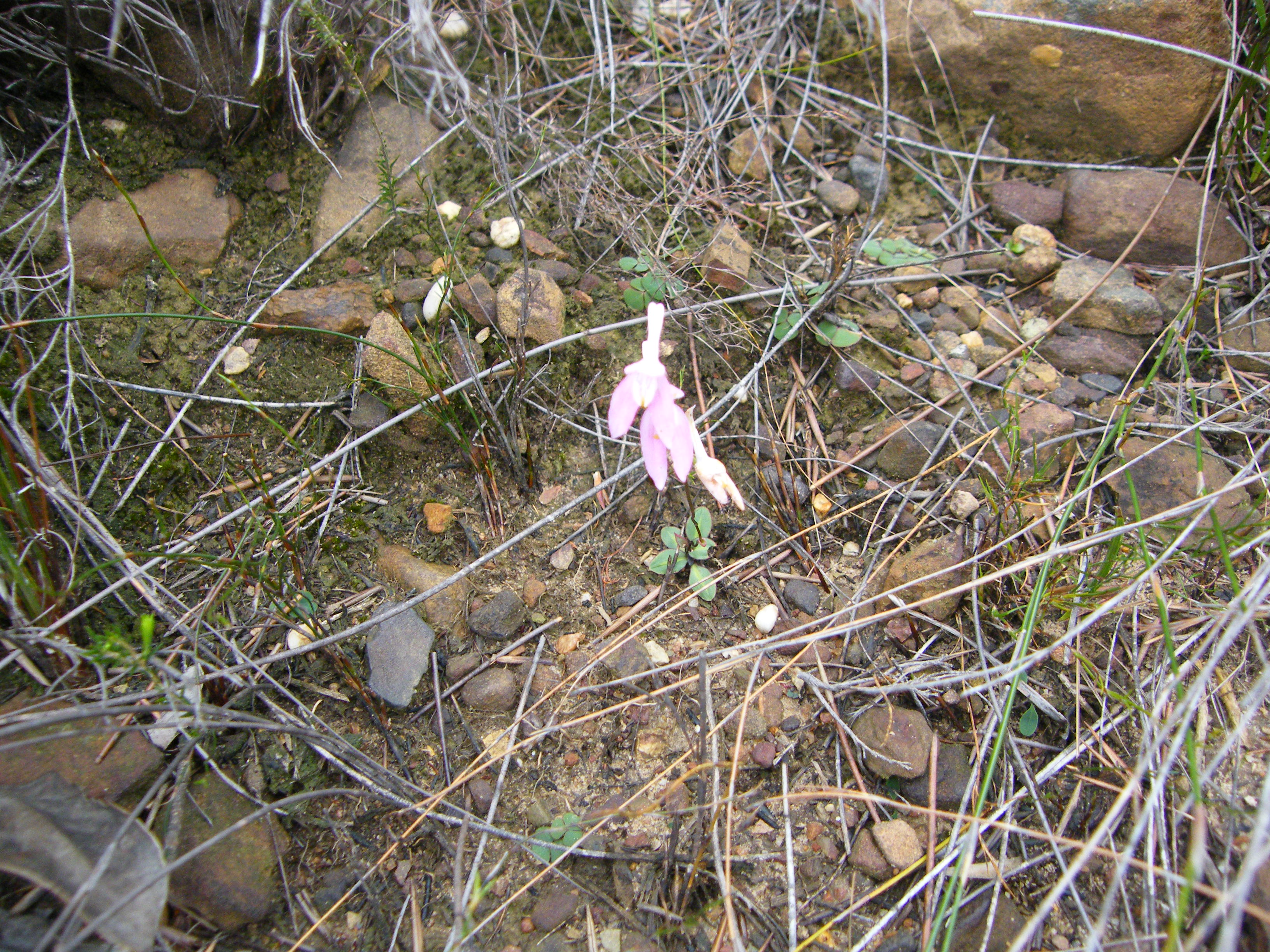